# Mine de Malanjkhand
La mine de Malanjkhand est une mine à ciel ouvert de cuivre située en Inde,,.